# Herman Essen
Herman Essen (zm. 1359), burmistrz Torunia.
Pochodził z rodziny toruńskich patrycjuszy. Brak jest bliższych danych o dacie jego urodzenia i stosunkach rodzinnych, prawdopodobnie miał brata Jana. Przez wiele lat zasiadał we władzach miasta; był rajcą w 1331 i 1332, trzykrotnie piastował urząd burmistrza (1340, 1342, 1349). W okresie tym rozpoczął się rozkwit Torunia. Nazwisko burmistrza Essena przewija się w dokumentacji kilku transakcji finansowych: w 1329 był jednym z pożyczkodawców sumy 1300 groszy praskich dla króla czeskiego Jana Luksemburskiego, ponadto poświadczał pożyczkę dla Wilhelma (hrabiego Holandii) w 1344 oraz dotację dla kościoła i szpitala św. Jerzego w 1340. 